# Comtat de Soto Ameno
El Comtat de Soto Ameno és un títol nobiliari espanyol creat el 3 de febrer de 1795 pel rei Carles IV a favor de Nicolás Scorcia Ladrón y Pascual de Riquelme, amb el vescomtat previ d'Alameda.
La seva denominació fa referència a la Torre Soto, propietat de la família Scorcia al municipi d'Alacant, al País Valencià.

## Comtes de Soto Ameno
|                                 | Titular                                              | Període               |
| Creació per Carles IV           | Creació per Carles IV                                | Creació per Carles IV |
| ------------------------------- | ---------------------------------------------------- | --------------------- |
| I                               | Nicolás Scorcia-Ladrón y Pascual de Riquelme         | 1795-1796             |
| II                              | Nicolás-Francisco Scorcia-Ladrón y Pascual del Pobil | 1796-1825             |
| III                             | Nicolás-Ramón Scorcia y Pascual del Pobil            | 1825-1829             |
| IV                              | María-Josefa Scorcia Pascual del Pobil               | 1829-1868             |
| V                               | Luis Vergadá Scorcia                                 | 1868-1890             |
| VI                              | Ramón Vergadá Scorcia                                | 1890-1900             |
| Rehabilitació per Joan Carles I |                                                      |                       |
| VII                             | Manuel Bermell-Scorcia Vergadá                       | 1983-2003             |
| VIII                            | Manuel-Federico Bermell-Scorcia Tormo                | 2003-actual           |

## Història dels Comtes de Soto Ameno
El comtat de Soto Ameno està lligat a la família d'origen italià Scorcia, descendent dels Comtes de Lavagna de Milà. Rica família burgesa de comerciants que, després d'instal·lar-se a la ciutat d'Alacant el 1565, va anar accedint a diferents càrrecs polítics, religiosos i militars, i entroncant amb descendents de famílies nobiliàries valencianes, fins que, transcorreguts dos-cents anys, va obtenir el seu propi títol nobiliari. En determinades èpoques es va espanyolitzar el cognom familiar sota la forma "Escorcia", encara que posteriorment es va reprendre la forma original italiana de "Scorcia".
Els germans Andrea i Giulio Scorcia eren naturals d'Atagio (República de Gènova) i comerciants a Alacant, instal·lant-se a la ciutat a partir de 1565 i contraient matrimoni amb dues germanes de la burgesia alacantina, respectivament, Ana i Josefa Masuch Riera. El fill del primer, Nicolás Escorcia Masuch, va ser capità de companyia de milícies de la ciutat, va casar amb la valenciana Ana Ladrón Berenguer –filla del governador de Xàtiva– i va ser pare de tres cavallers de l'Orde de Montesa: Enrique (1605-1659, va ingressar-hi el 1636), Juan (1616-1677, va ingressar-hi el 1647) i Francisco Escorcia Ladrón (1612-1680, va ingressar-hi el 1669). Això demostra el ràpid ascens social de la família.
Igualment, van anar ingressant a l'Orde de Montesa el fill d'Enrique, Francisco-Andrés Escorcia-Ladróm d'Aracil (el 1663); el fill d'aquest, Francisco-Enrique Escorcia Mercader (el 1682), i el fill d'aquest últim, Nicolás-Francisco Escorcia-Ladrón y Escorcia-Ladrón (el 1731).
Nicolás-Francisco Escorcia-Ladrón (Alacant, 1701) va contreure matrimoni el 1724 amb Jacinta Pascual de Riquelme y Pérez de Sarrió (Alacant,1703), filla d'Antonio Pascual de Riquelme y Robles. Descendència:
- Nicolás Scorcia-Ladrón y Pascual de Riquelme (c.1725-1796), I Comte de Soto Ameno. Casat el 1746 amb:

1. Josefa Pascual del Pobil Rovira (1716-1798). Filla de Nicolás Pasqual del Pobil Forner, III Baró de Finestrat. Descendència:

- Nicolás-Francisco Scorcia-Ladrón y Pascual del Pobil (Alacant, 1749-id., 1829), II Comte de Soto Ameno. Primer alcalde constitucional de la ciutat d'Alacant entre 1812 i 1813. Casat el 1787 amb la seva cosina germana:

1. María Pascuala Pascual del Pobil Guzmán (Alacant,1770-1834). Filla de Francisco Pascual del Pobil Rovira, IV Baró de Finestrat. Descendència:

- Nicolás-Ramón Scorcia Pascual del Pobil (Alacant, 1787-1829), III Comte de Soto Ameno. Mort sense descendència, el va succeir en el títol la seva germana:
- María Josefa Scorcia Pascual del Pobil (Alacant, 1789-1868), IV Comtessa de Soto Ameno. Casada el 1814 amb:

1. José Vergadá y Barta (Borriana-València, 1854). Alcalde de València el 1840 i senador per la Província de València entre 1841 i 1843.[4] Fill d'Antonio Vergadá Almunia, terratinent descendent de la família Roís de Corella. Va utilitzar habitualment el títol de Comte de Soto Ameno, en qualitat de consort. Descendència:

- Luis Vergadá Scorcia (Quart de Poblet, 1825-València, 1890), V Comte de Soto Ameno. Senador per la província de València entre 1881 i 1890.[5] Mort sense descendència, el va succeir en el títol el seu germà:
- Ramón Vergadá Scorcia (Sagunt, 1831- 1900), VI Comte de Soto Ameno. Casat el 1858 amb:

1. María de la Encarnació Artal Bernat (Sueca). El títol va ser suspès en 1901, i rehabilitat pel seu besnet el 1983:

- Manuel Bermell-Scorcia Vergadá (Paterna, 1913-València, 2003), VII Comte de Soto Ameno.[6] Casat amb:

1. Isabel Tormo Marí (València, 1926-2016). Descendència:

- Manuel Federico Bermell-Scorcia Tormo (València), VIII Comte de Soto Ameno.[7] Actual titular del títol.